# Danny Pino

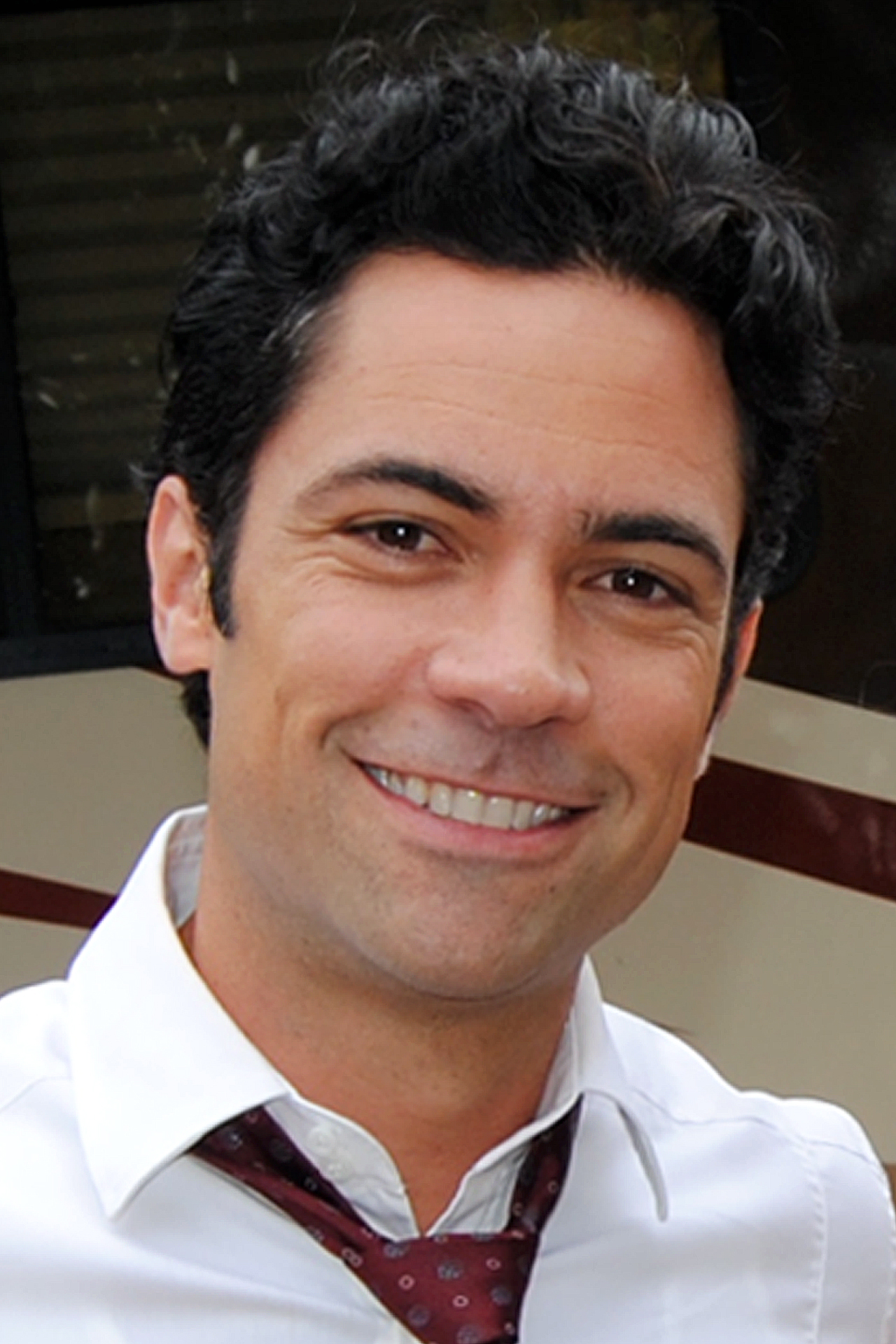
Danny Pino, 2011

Daniel Gonzalo Pino (* 15. April 1974 in Miami, Florida) ist ein US-amerikanischer Schauspieler.

## Leben
Danny Pino ist kubanischer Abstammung. Er studierte an der Florida International University, bevor er im Jahr 2000 erfolgreich eine Schauspielausbildung an der Tisch School of the Arts abschloss. Bekannt wurde er durch seine Gastauftritte in der amerikanischen Fernsehserie The Shield – Gesetz der Gewalt. Bevor er 2001 in der Fernsehserie Men, Women & Dogs mitspielte, wirkte er in verschiedenen Theaterproduktionen mit, u. a. in Up for Grabs an der Seite von Madonna in West End.
Bis 2010 spielte er in der CBS-Krimiserie Cold Case – Kein Opfer ist je vergessen den anfänglichen Hitzkopf und später ruhigeren Partner von Lilly Rush (Kathryn Morris), Scotty Valens. Von 2011 bis 2015 hatte er neben Mariska Hargitay eine Hauptrolle in der Serie Law & Order: Special Victims Unit, die er nach der 16. Staffel verließ.

## Filmografie (Auswahl)
- 2001: Men, Women & Dogs (Fernsehserie, 13 Episoden)
- 2003: The Shield – Gesetz der Gewalt (The Shield, Fernsehserie, 4 Episoden)
- 2003: Lucy
- 2003–2010: Cold Case – Kein Opfer ist je vergessen (Cold Case, Fernsehserie, 150 Episoden)
- 2004: NYPD 2069
- 2005: Rx
- 2005: Between
- 2005: The Lost City
- 2006: Flicka
- 2007: CSI: NY (Fernsehserie, Episode 3x22)
- 2008: Auf brennender Erde (The Burning Plain)
- 2009: Across the Hall
- 2010: Burn Notice (Fernsehserie, Episoden 4x12–4x13)
- 2010: La Linea 2 (Across the Line: The Exodus of Charlie Wright)
- 2011–2015, 2021: Law & Order: Special Victims Unit (Fernsehserie, 89 Episoden)
- 2014: Chicago P.D. (Fernsehserie, Episode 2x07)
- 2016: BrainDead (Fernsehserie, 13 Episoden)
- 2016: Scandal (Fernsehserie, 4 Episoden)
- 2017–2018: Gone (Fernsehserie, 12 Episoden)
- 2018–2023: Mayans M.C. (Fernsehserie)
- 2019: One Day at a Time (Fernsehserie, 2 Episoden)
- 2020: Fatale
- 2021: Dear Evan Hansen
- 2021: The Good Fight (Fernsehserie, Episode 5x05)

## Theater
- Up for Grabs
- Measure For Measure
- Winters Tale
- Thou Shall Not